# Crassula connata
Crassula connata là một loài thực vật có hoa trong họ Crassulaceae. Loài này được (Ruiz & Pav.) A.Berger miêu tả khoa học đầu tiên năm 1930.

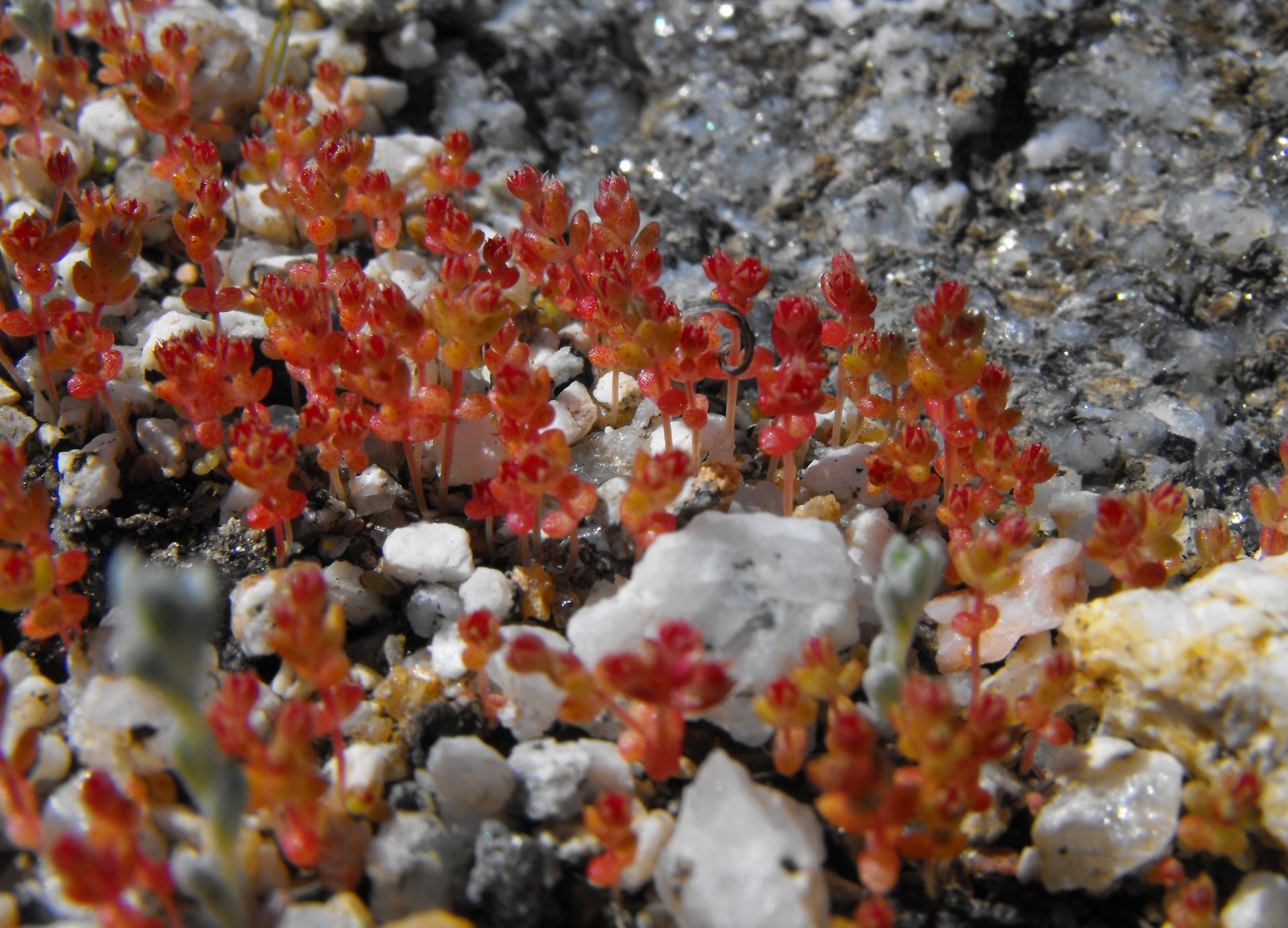
Crassula connata in Anza Borrego Desert State Park

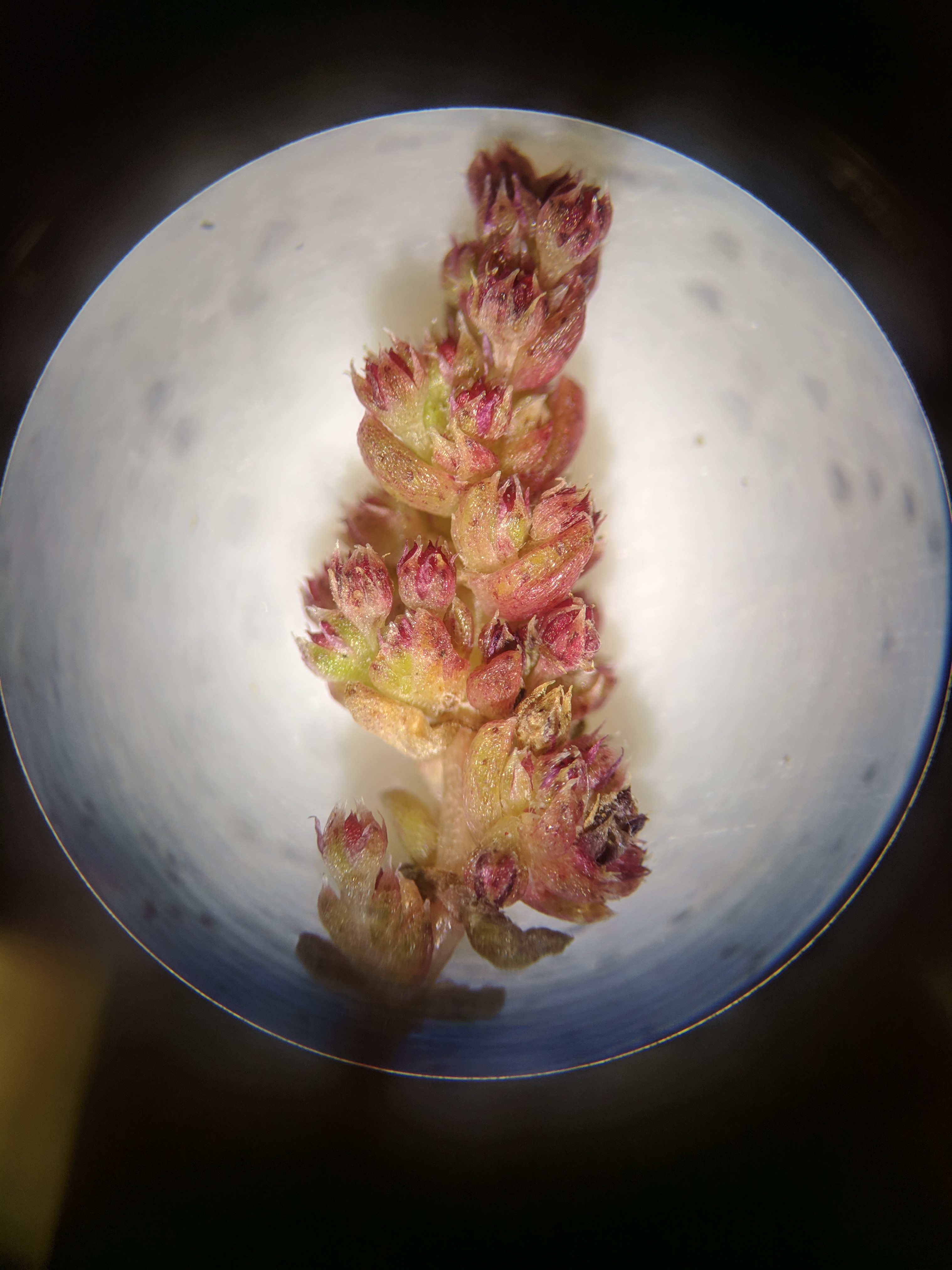
Crassula connata flowers under a microscope